# Auces novads
Auces novads was van 2009 tot medio 2021 een gemeente in Semgallen in het zuiden van Letland. Hoofdplaats was het stadje Auce.
De gemeente ontstond in 2009 na een herindeling waarbij de stad Auce (met omliggend gebied) en de landelijke gemeenten Bēne, Īle, Lielauce, Ukri en Vītiņi.
Het aantal inwoners, dat in 2009 8772 bedroeg, was in 2016 gedaald tot 7464, en in 2018 tot 7095 personen. De bevolking bestond in dat jaar voor 76% uit Letten, 9% Litouwers, 7% Russen, 3% Wit-Russen en 1,5% Oekraïners.
In juli 2021 ging Auces novads, samen met Tērvetes novads en de bestaande gemeente Dobeles novads, op in de nieuwe gemeente Dobeles novads.

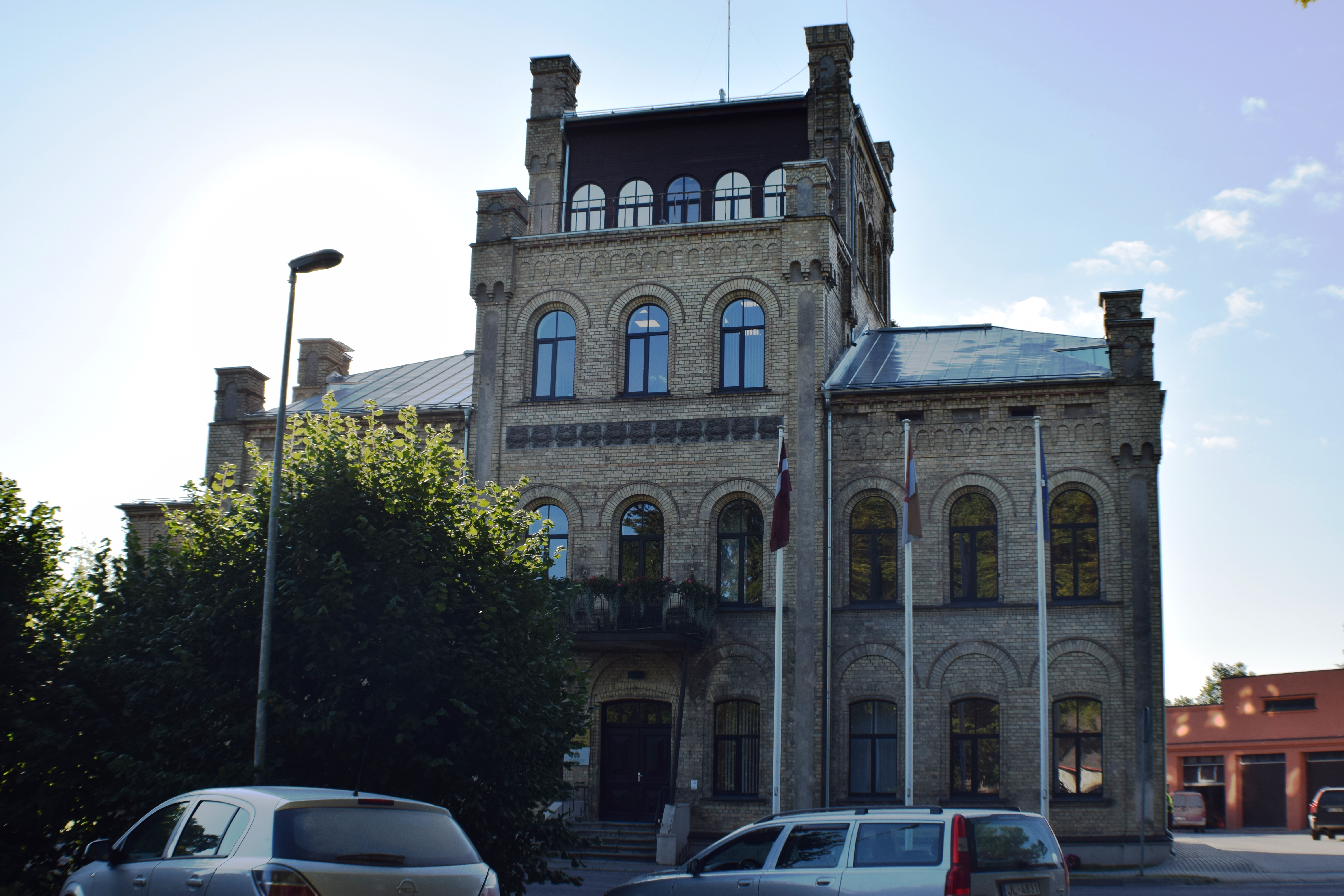
Gemeentehuis

Steden van de Republiek (republikas pilsētas):

Daugavpils · Jēkabpils · Jelgava · Jūrmala · Liepāja · Rēzekne · Riga · Valmiera · Ventspils

Gemeenten (novadi):

Aglona · Aizkraukle · Aizpute · Aknīste · Aloja · Alsunga · Alūksne · Amata · Ape · Auce · Ādaži · Babīte · Baldone · Baltinava · Balvi · Bauska · Beverīna · Brocēni · Burtnieki · Carnikava · Cēsis · Cesvaine · Cibla · Dagda · Daugavpils · Dobele · Dundaga · Durbe · Engure · Ērgļi · Garkalne · Grobiņa · Gulbene · Iecava · Ikšķile · Inčukalns · Ilūkste · Jaunjelgava · Jaunpiebalga · Jaunpils · Jēkabpils · Jelgava · Kandava · Kārsava · Kocēni · Koknese · Krāslava · Krimulda · Krustpils · Kuldīga · Ķegums · Ķekava · Lielvārde · Līgatne · Limbaži · Līvāni · Lubāna · Ludza · Madona · Mālpils · Mārupe · Mazsalaca · Mērsrags · Naukšēnu · Nereta · Nīca · Ogre · Olaine · Ozolnieki · Pārgauja · Pāvilosta · Pļaviņas · Preiļi · Priekule · Priekuļi · Rauna · Rēzekne · Riebiņi · Roja · Ropaži · Rucava · Rugāji · Rundāle · Rūjiena · Salacgrīva · Sala · Salaspils · Saldus · Saulkrasti · Sēja · Sigulda · Skrīveri · Skrunda · Smiltene · Stopiņi · Strenči · Talsi · Tērvete · Tukums · Vaiņode · Valka · Varakļāni · Vārkava · Vecpiebalga · Vecumnieki · Ventspils · Viesīte · Viļaka · Viļāni · Zilupe